# 강승구
강승구(姜昇求, 1903년 10월 14일 ~ 1986년 1월 8일)는 대한민국의 정치인이다. 제3·5·6대 국회의원을 지냈다.

## 학력
- 보성고등보통학교 졸업

## 경력
- 대한청년단영주군단장
- 자유당양주군당위원장
- 동경물리학교수료
- 신민당훈련부장
- 민중당경기제4지구당위원장
- 민중당원내대책위원

## 역대 선거 결과
|  | 0% |

|  | 56.05% |

|  | 31.18% |

|  | 25.87% |

|  | 33.32% |

|  | 27.19% |

|  | 29.04% |